# Odense Adelige Jomfrukloster
55°23′46.3″N 10°23′29.06″Ø / 55.396194°N 10.3914056°Ø
Odense Adelige Jomfrukloster er navnet på en bygning ved Albani Torv i Odense, der tidligere rummede en klosterstiftelse for ugifte adelsfrøkener.

## Bispegård, kongeslot og adelsgård
Den langstrakte hovedbygning er i to stokværk med kælder. Den er bygget over flere omgange. Kælderen og nederste stokværk er i følge en for længst forsvundet indskriftstavle opført 1504-08 af biskop Jens Andersen Beldenak som bispebolig. De svære mure er opførte i røde munkesten lagt i munkeskifte. Man kan se spor efter oprindelige vinduer. Kælderen er, bortset fra ved gavlene, dækket af to rækker spidsbuede hvælvinger, der i midten hviler på korte murede piller. Ved reformationen overgik bispegården som alt andet kirkegods til kronen. Kong Frederik II lod i 1560 gården indrette til kongelig bolig. I den forbindelse bygges flere nye bygninger, herunder staldbygninger. Allerede i 1575 opgav man bispegården som kongeslot. Kongen foretrak det gamle Skt. Hans Kloster, det nuværende Odense Slot, som var "langt bedre at holde hus på og bo i end Biskopsgården". I 1579 overtog den velhavende Odense-borger Oluf Bager gården fra kronen. Efter ham var gården ejet af familien Akeleye og andre adelsslægter, men 1630 overtog Jørgen Brahe gården. Han lod bygge et nyt stokværk på bygningen, dog i små mursten, og med kamtakkede gavle. Over hovedindgangen sidder en ret forvitret sten med våbenskjolde for slægterne Brahe og Gyldenstierne. Jørgen Brahes søn og svigerdatter, Preben Brahe og Susanne Gøye, overlod gården til Anne Gøye, Susannes faster. Hun var en passioneret bogsamler og havde her et stort bibliotek på cirka 900 bøger og 100 håndskrifter. Denne samling testamenterer hun til Preben Brahe og Susanne Gøyes datter, Karen Brahe.

## Karen Brahe opretter klosteret
Karen Brahe oprettede ved fundats af 8. november 1716 Odense Adelige Jomfrukloster. Fundatsen blev kongeligt konfirmeret 15. marts 1717. Klosteret skulle være bolig for en priorinde og 8 jomfruer af dansk adel. I fundatsen er det et særligt afsnit, hvor hun bestemmer af grandfasterens bogsamling, som Karen Brahe efterhånden havde øget til 3.400 bøger og 1.150 håndskrifter, til evig tid skulle være på klosteret til klosterfrøkenernes brug. Karen Brahe styrede selv klosteret indtil sin død i 1736. Derefter gik patronatet over til Brahe'erne, og sidenhen familien Bille-Brahe til Grevskabet Brahesminde. Klosteret havde dog problemer med økonomien, hvorfor man over flere gange bortsolgte jordarealerne, der hørte under stiftelsen. I 1907 flyttedes biblioteket til Landsarkivet for Fyn af sikkerhedsmæssige hensyn. I 1970 fraflyttede de sidste klosterfrøkener bygningen. Et par år efter sælges den til Odense Kommune, der overlader den til Odense Bys Museer til brug for kontorer og magasiner. I 1974 fusionerede Odense Adelige Jomfrukloster med Roskilde Adelige Jomfrukloster under navnet Den Skeel-Iuel-Braheske Stiftelse, Roskilde Kloster. Ved fusionen blev de indskrevne frøkeners rettigheder overført til den videreførende institution, Den Skeel-Juel-Brahe'ske Stiftelse, Roskilde Kloster. Det samme skete med klosterets store portrætsamling og forskelligt kostbart inventar, herunder det berømte "Nakkebølletæppe". Endvidere blev det enestående "Karen Brahes Bibliotek" nu en del af Roskilde Kloster. Dette er nu deponeret på Roskilde Bibliotek.

## Bygningen i dag
I 2007 solgte Odense Kommune bygningen til ejendomsselskabet Realdania Byg A/S, der er tilknyttet fonden Realdania, for 600.000 kroner. Den lave pris skyldes en klausul i købsaftalen, der forpligter køberen til at ofre 40 millioner kroner på istandsættelse af de fredede bygninger. Bygningen skal herefter udlejes til Syddansk Universitet.

## Patroner for Odense Adelige Jomfrukloster
(listen er ikke komplet)
- Preben Bille-Brahe